# Blotted Science
Blotted Science – amerykańska grupa muzyczna wykonująca instrumentalną muzykę z pogranicza metalu progresywnego i death metalu. Zespół powstał w 2005 roku pod nazwą Machinations of Dementia z inicjatywy gitarzysty Rona Jarzombka występującego m.in. w Watchtower i Spastic Ink oraz basisty Alexa Webstera wieloletniego członka Cannibal Corpse. Wkrótce potem do zespołu dołączył perkusista Lamb of God Chris Adler.
W 2006 roku z zespołu odszedł perkusista Chris Adler, którego zastąpił znany m.in. z występów w grupach Nile i Hate Eternal Derek Roddy. Kilka miesięcy później Roddy opuścił zespół. Muzyka zastąpił Charlie Zeleny współpracujący dotychczas z grupą Behold... the Arctopus i klawiszowcem Jordanem Rudessem.
18 września 2007 nakładem wytwórni muzycznej EclecticElectric ukazał się debiutancki album grupy pt. The Machinations of Dementia.

## Dyskografia
- The Machinations of Dementia (2007, EclecticElectric)[8]
- The Animation of Entomology (2011, EclecticElectric)[9]